# Hán Chương Đế
Hán Chương Đế (chữ Hán: 漢章帝; 56 – 9 tháng 4 năm 88), là vị Hoàng đế thứ ba của nhà Đông Hán, và là Hoàng đế thứ 18 của nhà Hán trong lịch sử Trung Quốc, trị vì từ năm 75 đến năm 88.
Ông là một hoàng đế chăm chỉ và tài năng, đức độ. Ông cho giảm thuế và luôn quan tâm mọi chuyện chính sự, không bỏ sót vấn đề gì và luôn giải quyết rất tốt chuyện đó. Ông còn khuếch trương Nho giáo, khiến văn hóa, chính trị, xã hội của nhà Hán phát triển hưng thịnh trong thời trị vì của ông. Trong thời kỳ này, quân đội nhà Hán dưới sự dẫn dắt của Ban Siêu (班超) đã đánh bại quân Hung Nô còn cát cứ ở phía Tây đế quốc và mở rộng Con đường tơ lụa, một hệ thống các con đường buôn bán phồn thịnh nối từ châu Á sang châu Âu.
Cùng với vua cha Hán Minh Đế, thời trị vì của Hán Chương Đế được đánh giá cao và được sử gia xem là thời hoàng kim của nhà Đông Hán, được gọi là Minh Chương chi trị (明章之治).
Triều đại nhà Đông Hán sau thời Chương Đế dần bước vào con đường suy vong, khi mà các dòng họ ngoại thích thay nhau nắm quyền và thế lực của các hoạn quan bắt đầu nổi lên và tranh đoạt quyền lợi trong triều đình.

## Thân thế
Chương Đế tên thật là Lưu Đát (劉炟), sinh vào tháng 2 năm 57, là con thứ năm của Hán Minh Đế Lưu Trang, mẹ là Giả quý nhân (贾贵人). Khi còn nhỏ, Hán Minh Đế đã giao ông cho người vợ đang sủng ái là Mã quý nhân nuôi nấng, cực kì yêu thương.
Năm 60, Mã quý nhân trở thành Hoàng hậu, cùng năm Lưu Đát cũng được phong làm Thái tử. Lưu Đát từ nhỏ ôn thuận, trọng Nho giáo, khiến Minh Đế yêu quý và rất xem trọng. Thái tử đối với Mã hoàng hậu thật như mẹ ruột, thân thiết hơn hẳn người mẹ đẻ là Giả quý nhân.
Năm 75, ngày 5 tháng 9, Hán Minh Đế băng hà, Hoàng thái tử Lưu Đát lên nối ngôi, tức là Hán Chương Đế.

## Cai trị

### Đối nội
Hán Chương Đế tiếp tục đường lối cai trị của vua cha, giữ được quốc gia tương đối ổn định.
Chương Đế quan tâm phát triển sản xuất nông nghiệp và đời sống dân chúng. Ông hạ chiếu chiêu tập lưu dân, cấp cho ruộng hoang, công cụ lao động và lương thực, lại miễn thuế từ 3-5 năm để giải quyết khó khăn ban đầu cho họ. Ông ban lệnh phát chẩn cho những vùng bị thiên tai.
Chương Đế coi trọng Nho học. Ông triệu tập các tiến sĩ, Nho gia đến lầu Bạch Hổ bàn luận và nghiên cứu Ngũ Kinh và sai nhà sử học Ban Cố tổng hợp các ý kiến bàn luận lại thành cuốn Bạch Hổ thông đức luận. Việc tuyển chọn quan lại đều theo tiêu chuẩn Nho giáo.
Thời Chương Đế đã xuất hiện nhà khoa học nổi tiếng Trương Hành chế ra máy đo động đất và máy đo thiên văn.

### Đối ngoại
Hán Chương Đế trọng dụng Ban Siêu vào việc giải quyết vấn đề biên giới phía bắc và phía tây.
Khi Minh Đế mới mất, Hung Nô thừa cơ gây hấn. Chương Đế theo đề nghị của Ban Siêu bèn ra quân đánh nước Cưu Tư trước để khiến các nước khác phải thần phục. Năm 80, Chương Đế sai Từ Cán mang quân tăng viện cho Ban Siêu, đến năm 84 lại cử thêm Tư Mã Hòa Cung ra trận. Kết quả, Ban Siêu đánh bại nước Cưu Tư, bình định vùng rộng lớn ở Tây Vực.
Sau đó Ban Siêu lại đi sang các nước Tây Vực, thuyết phục được nước Thiện Thiện, Điền Vu thần phục nhà Hán. Nhờ đó uy danh nhà Hán thời Hán Chương Đế được mở rộng ra nhiều nước.

## Qua đời
Năm 88, ngày 9 tháng 4, Hán Chương Đế qua đời khi mới 30 tuổi. Ông ở ngôi 13 năm, dùng các niên hiệu:
- Vĩnh Bình (永平 75) [2]
- Kiến Sơ (建初; 76-84).
- Nguyên Hoà (元和; 84-87).
- Chương Hoà (章和; 87-88).

Ông được tôn miếu hiệu là Túc Tông (肃宗), thụy hiệu là Hiếu Chương hoàng đế (孝章皇帝), an táng tại Kính lăng (敬陵).
Hán Chương Đế mất, Thái tử Lưu Triệu năm đó 10 tuổi lên ngôi, tức là Hán Hòa Đế. Hoàng hậu của ông là Đậu hoàng hậu nắm quyền nhiếp chính.

## Gia quyến
- Thân phụ: Hán Minh Đế Lưu Trang.
- Dưỡng mẫu: Minh Đức hoàng hậu Mã thị (明德皇后馬氏, ? - 79), chính hậu của Hán Minh Đế, người nhân từ và bác học, giúp Hán Minh Đế và Hán Chương Đế rất nhiều trong việc cai trị. Sau khi lên ngôi, Chương Đế tôn bà làm Hoàng thái hậu, hết mực cung kính.
- Thân mẫu: Giả quý nhân (賈貴人), người quận Nam Dương, có mẹ là Mã thị là chị gái Mã hoàng hậu, mất sớm.
- Hậu phi:

1. Chương Đức hoàng hậu Đậu thị (章德皇后竇氏, ? - 97), xuất thân thế gia họ Đậu ở Phù Phong. Tổ phụ Đậu Dung (竇融), cha là Đậu Huân (竇勳) và mẹ là Tỷ Dương công chúa (沘陽公主), con gái Đông Hải Cung vương Lưu Cương (東海恭王劉彊), trưởng hoàng tử của Hán Quang Vũ Đế.
2. Kính Ẩn hoàng hậu Tống thị (敬隱皇后宋氏, ? - 82), người Phù Phong, con gái Tống Dương (宋楊), là thân mẫu Phế thái tử Lưu Khánh và tổ mẫu của Hán An Đế, nhập cung được phong Tống quý nhân (宋貴人). Bị Đậu hoàng hậu vu cáo cho bị phế, giam lỏng và ép tự vẫn, sau được Hán An Đế truy phong Kính Ẩn hoàng hậu (敬隱皇后).
3. Cung Hoài hoàng hậu Lương thị (恭懷皇后梁氏, 61 - 83), con gái Bao Thân Mẫn hầu Lương Tủng (褒亲愍侯梁竦), là thân mẫu của Hán Hòa Đế Lưu Triệu, nhập cung được phong Lương quý nhân (梁貴人). Bị Đậu hoàng hậu hại tự vẫn, sau được Hán Hoà Đế truy phong Cung Hoài hoàng hậu (恭懷皇后).
4. Đậu quý nhân (窦贵人), em gái Đậu hoàng hậu.
5. Tống quý nhân (宋貴人, ? - 82), em gái Kính Ẩn hoàng hậu. Năm 82, hai chị em bị phế, giam lỏng và ép tự vẫn.
6. Lương quý nhân (梁貴人, ? - 83), chị gái Cung Hoài hoàng hậu. Năm 83, hai chị em bị hại tự vẫn.
7. Thân quý nhân (申贵人), người Dĩnh Xuyên, mẹ của Lưu Thọ và Lưu Khai.

- Hoàng tử:

1. Thiên Thừa Trinh vương Lưu Kháng (千乘貞王劉伉, ? - 93).
2. Bình Xuân Điệu vương Lưu Toàn (平春悼王劉全, ? - 79).
3. Thanh Hà Hiếu vương Lưu Khánh (清河孝王劉慶, 78 - 107).
4. Lưu Triệu [刘肇], tức Hiếu Hòa hoàng đế (孝和皇帝).
5. Tế Bắc Huệ vương Lưu Thọ (濟北惠王劉壽, ? - 120).
6. Hà Gian Hiếu vương Lưu Khai (河間孝王劉開, ? - 131), ông nội của Hán Hoàn Đế Lưu Chí.
7. Thành Dương Hoài vương Lưu Thục (城陽懷王劉淑, ? - 94).
8. Quảng Tông Thương vương Lưu Vạn Tuế (廣宗殤王劉萬歲, ? - 90).

- Hoàng nữ:

1. Vũ Đức Trưởng công chúa Lưu Nam (武德公主 刘男) .
2. Bình Ấp công chúa Lưu Vương (平邑公主 刘王).
3. Âm An công chúa Lưu Cát (阴安公主 刘吉).